# Microrregión de Arinos
La microrregión de Arinos es una de las microrregiones del estado brasilero de Mato Grosso perteneciente a la mesorregión Norte Mato-Grossense. Su población fue estimada en 2006 por el IBGE en 81.292 habitantes y está dividida en seis municipios. Posee un área total de 54.132,982 km².

## Municipios
- Juara
- Nova Maringá
- Novo Horizonte do Norte
- Porto dos Gaúchos
- São José do Rio Claro
- Tabaporã

- Datos: Q630445